# 褚裒
褚裒（303年—350年1月1日），字季野，河南阳翟（今河南禹州市）人。東晉外戚，官至征北大將軍、徐兗二州刺史。曾經領導北伐，但失敗而回，不久憂憤得病而死。

## 生平

### 盛名致姻
少年时代有简傲高贵的风範，與杜乂皆享有盛名。褚裒初任西陽王司馬羕掾和吳王司馬岳的文學。咸和三年（328年），歷陽內史蘇峻率叛軍攻陷建康，車騎大將軍郗鑒起兵勤王，以褚裒為參軍。次年蘇峻之亂被平定，褚裒因功封都鄉亭侯。後歷任司徒從事中郎和給事黃門侍郎。後琅邪王司馬岳娶妃，因著家族名望及褚裒女兒褚蒜子的聰明、器量和識見，褚蒜子就獲選娉為琅邪王妃，褚裒亦轉任豫章太守。

### 屢避嫌位
咸康八年（342年），晉成帝死，遺詔以弟司馬岳繼位，司馬岳於是即位，是為晉康帝，並立了褚蒜子為皇后，又徵褚裒入朝任侍中、尚書。但褚裒卻一直苦求外鎮地方，晉康帝於是遷褚裒為建威將軍、江州刺史，鎮守半洲。褚裒在江州時清廉簡約，雖然身居一州長官要職但仍常命家僮去砍柴，不因權位而取利。
次年（343年），安西將軍庾翼圖謀北伐，中書監庾冰出鎮江州以作庾翼後援，褚裒於是入朝任衞將軍、領中書令。然而，褚裒又以中書主掌皇帝詔命，不宜以外戚擔任為由辭讓，於是康帝又下詔改命褚裒為左將軍、兗州刺史、都督兗州、徐州之琅邪諸軍事，假節鎮金城，兼領琅邪內史。
建元二年（344年），晉康帝去世，年僅兩歲的司馬聃繼位，是為晉穆帝。當時侍中何充以錄尚書事輔政，認為身為太后父親的褚裒應當總理朝政，於是上薦褚裒錄尚書。但當朝廷下詔加授褚裒侍中及錄尚書事後，褚裒又以避嫌為由上請繼續外鎮藩鎮而不掌朝廷。朝廷最終改授都亮徐、兗、青三州及揚州之晉陵吳國諸軍事、衞將軍、徐兗二州刺史，假節鎮京口。
永和元年（345年），因為同受命輔政的庾冰於上一年年末去世，獨自輔政的何充於是再徵召褚裒，將要以他為揚州刺史、錄尚書事。但當時吏部尚書劉遐和褚裒長史王胡之則勸褚裒讓位給會稽王司馬昱。褚裒於是辭讓，司馬昱則以撫軍大將軍、錄尚書六條事的身份輔政。而褚裒這個行動亦令朝野感歎和佩服他，進號征北大將軍，開府儀同三司，然褚裒辭讓開府。褚裒又推薦人材為國效力，包括前光祿大夫顧和和前侍中殷浩。

### 致力北伐
永和五年（349年），後趙皇帝石虎逝世，褚裒乘機上表北伐，即日下令戒嚴並領兵直指泗口。但當時朝內認為褚裒尊貴而責重，不應深入敵境，建議先遣偏師北伐。褚裒其實已經命督護王頤之入彭城示以威信，後又派督護麋嶷攻下邳。當時後趙守軍都崩潰，下邳輕易拿下，褚裒於是以此上奏請求從速北進，以成聲勢。不久，朝廷加褚裒征討大都督，督徐、兗、青、揚、豫五州諸軍事。褚裒並領兵三萬直入彭城。當時每日都有數以千計的北方士民來歸降，而褚裒亦安撫招納他們，很得他們歡心。褚裒又派部將王龕進攻沛國，擄後趙沛相支重並收降郡中二千多人。
及後魯郡五百多家人起兵歸附東晉，並向褚裒求援，褚裒於是派王龕及李邁率三千精兵迎接他們，但卻在代陂大敗於後趙南討大都督李農，王龕更戰死。褚裒在此敗後引咎請求自貶，並退屯廣陵請求留鎮。但朝廷以王龕違反節度而不責褚裒，命他南鎮京口，並解任征討都督。

### 慚恨而卒
然而，褚裒南撤後西中郎將陳逵亦棄屯壽春，原本因為後趙國內大亂而南奔褚裒的大批人民因為褚裒南退而威勢不繼，不能自立，更遭慕容皝及苻健等人攻掠，幾乎全部因而死亡。褚裒在北伐失敗後，本已因憂憤而發病，到京口後看見因代陂之敗而死去的大批將士遺屬悲哭後更加感到慚愧和憤恨，就於當年十二月己酉日（350年1月1日）去世，享年四十七歲，當時舉國對他的死去都嗟嘆哀悼。朝廷追贈侍中、太傅，諡號為元穆。

## 評論
- 《晉書》曰：「季野神鑒內融……皆擅名江表，見重當時，豈惟后族之英華，抑亦搢紳之令望者也。」
- 桓彝：「季野有皮裏春秋。」[4]
- 謝安：「裒雖不言，而四時之氣亦備矣。」

## 家庭

### 父親
- 褚洽，武昌太守。

### 妻
- 荀氏，先亡
- 卞氏，先亡
- 謝真石，謝鯤女，生献皇后褚蒜子。後封尋陽鄉君。

### 子女
- 褚歆，祕書監。
- 褚熙。
- 褚蒜子，康獻皇后。

### 孫
- 褚爽，褚歆子，義興太守。

### 曾孫
- 褚秀之，褚爽長子，鎮西將軍劉裕長史。
- 褚粹之，褚爽子。
- 褚陟之，褚爽子。
- 褚裕之，《晉書》作褚諭之，褚爽子，南朝宋散騎常侍。
- 褚淡之，《晉書》作褚炎之，褚爽子，南朝宋侍中。
- 褚靈媛，褚爽女，晉恭思皇后。

## 延伸阅读
[在维基数据编辑]
 《晉書/卷093》，出自房玄齡《晉書》